# Marian Skibiński
Marian Roman Skibiński (wcześniej Marian Skorupa) (ur. 15 sierpnia 1893 w Sosnowcu, zm. wiosną 1940 w Kalininie) – oficer polskiego wywiadu, później nadkomisarz Straży Granicznej II RP, jedna z ofiar zbrodni katyńskiej.

## Życiorys
Syn Romana i Praksedy z Kordiaczyńskich. Absolwent Szkoły Handlowej w Sosnowcu. Członek Polskiej Organizacji Wojskowej (POW), ukończył szkołę podchorążych POW. W styczniu 1919 roku został komendantem posterunku wywiadowczego w Oświęcimiu przy Ekspozyturze Oddziału II Naczelnego Dowództwa. Uczestnik trzech powstań śląskich. W III powstaniu śląskim sprawował funkcję zastępcy szefa Oddziału II Naczelnego Dowództwa Wojsk Powstańczych. W latach 1923–1928 pełnił służbę w Oddziale II Sztabu Generalnego. 23 grudnia 1927 został przeniesiony do kadry oficerów piechoty z pozostawieniem na dotychczas zajmowanym stanowisku. Prowadził działalność wywiadowczą w Wolnym Mieście Gdańsku i na terenie Niemiec. 19 marca 1928 został awansowany do stopnia kapitana ze starszeństwem z dniem 1 stycznia 1928 roku i 340. lokatą w korpusie oficerów piechoty. 
W 1934 roku pełnił służbę w Straży Granicznej, pozostając w ewidencji Powiatowej Komendy Uzupełnień Katowice z przydziałem do Oficerskiej Kadry Okręgowej Nr V. Od 1935 roku do września 1939 roku był zastępcą komendanta Zachodniomałopolskiego Okręgu Straży Granicznej.
W 1939 roku znalazł się w niewoli radzieckiej i był więziony w obozie NKWD w Ostaszkowie. Zamordowany przez NKWD wiosną 1940 roku w Kalininie jako jedna z ofiar zbrodni katyńskiej.

## Awanse pośmiertne
5 października 2007 roku Minister Obrony Narodowej Aleksander Szczygło mianował go pośmiertnie na stopień podpułkownika. Awans został ogłoszony 9 listopada 2007 roku, w Warszawie, w trakcie uroczystości „Katyń Pamiętamy – Uczcijmy Pamięć Bohaterów”.
26 października 2007 roku Minister Spraw Wewnętrznych i Administracji Władysław Stasiak mianował go pośmiertnie na stopień inspektora Straży Granicznej.

## Ordery i odznaczenia
- Krzyż Srebrny Orderu Virtuti Militari nr 7887
- Krzyż Niepodległości (9 listopada 1931)[9]
- Krzyż Walecznych (trzykrotnie)
- Złoty Krzyż Zasługi (2 listopada 1938)[10]
- Srebrny Krzyż Zasługi (3 sierpnia 1928)[11]
- Medal Pamiątkowy za Wojnę 1918–1921
- Medal Dziesięciolecia Odzyskanej Niepodległości